# Seelow
Seelow [ˈzeːloː] ist die Kreisstadt des Landkreises Märkisch-Oderland, Land Brandenburg, Deutschland.

## Geographie
Seelow liegt am Westrand des Oderbruchs an der Bundesstraße 1, der ehemaligen Reichsstraße 1 von Aachen nach Königsberg. Die Entfernung zum Zentrum Berlins beträgt etwa 70 Kilometer, die Entfernung zur Grenze nach Polen etwa 20 Kilometer.

## Stadtgliederung
Zur Stadt Seelow gehört der Ortsteil Werbig mit den bewohnten Gemeindeteilen Alt Langsow, Neulangsow und Werbig. Daneben gibt es die Wohnplätze Altlangsower Loose, Neu Werbig, Schweizerhaus, Seelower Loose, Vorwerk, Werbiger Loose und Zernickow.

## Geschichte
Im Jahr 1252 wurde das Dorf „(Villa) Zelou (Zelov)“ erstmals als Besitz des Domstifts Lebus erwähnt, 1308 und 1311 als „Städtchen“ (oppidum). Bis zur Auflösung des Bistums 1556 blieb es in dessen Besitz.
In den Jahren 1630, 1788 und 1809 gab es große Stadtbrände.
Auf den Seelower Höhen fand 1945, am Ende des Zweiten Weltkrieges, eine der größten Schlachten zwischen der Roten Armee und der Wehrmacht statt – die Schlacht um die Seelower Höhen. Nach hohen Verlusten auf beiden Seiten konnten sich die sowjetischen Streitkräfte den Weg nach Berlin freikämpfen und die damalige Reichshauptstadt schließlich einnehmen. Seelow wurde bei den Kämpfen stark zerstört, vor allem durch einen Luftangriff am 17. April 1945, danach auch durch Brände bei Plünderungen.
Seelow gehörte seit 1816 zum Landkreis Lebus im Regierungsbezirk Frankfurt in der preußischen Provinz Brandenburg. Das Landratsamt befand sich seit 1863 in Seelow. 1950 wurde der Landkreis Lebus in Landkreis Seelow umbenannt. Von 1952 bis 1993 war Seelow Kreisstadt des Kreises Seelow im DDR-Bezirk Frankfurt (Oder).
Ab 1849 war das königliche Kreisgericht Crossen das zuständige Kreisgericht. In Seelow war eine Zweigstelle (Gerichtsdeputation) eingerichtet. 1879 wurden diese Gerichte aufgehoben und das Amtsgericht Seelow eingerichtet. 1952 wurde dies in der DDR durch das Kreisgericht Seelow ersetzt, das 1993 aufgehoben wurde.

## Eingemeindungen
Am 26. Oktober 2003 wurde Werbig in die Stadt Seelow eingegliedert.

## Bevölkerungsentwicklung
| Jahr | Einwohner |
| ---- | --------- |
| 1875 | 3.618     |
| 1890 | 3.334     |
| 1910 | 2.961     |
| 1925 | 3.066     |
| 1933 | 3.165     |
| 1939 | 3.082     |

| Jahr | Einwohner |
| ---- | --------- |
| 1946 | 2.757     |
| 1950 | 3.253     |
| 1964 | 4.500     |
| 1971 | 4.740     |
| 1981 | 5.441     |
| 1985 | 5.669     |

| Jahr | Einwohner |
| ---- | --------- |
| 1990 | 5.487     |
| 1995 | 5.167     |
| 2000 | 5.412     |
| 2005 | 5.776     |
| 2010 | 5.540     |
| 2015 | 5.387     |

| Jahr | Einwohner |
| ---- | --------- |
| 2020 | 5.394     |
| 2021 | 5.363     |
| 2022 | 5.467     |
| 2023 | 5.516     |
| 2024 | 5.541     |

Gebietsstand des jeweiligen Jahres, Einwohnerzahl: Stand 31. Dezember (ab 1991), ab 2011 auf Basis des Zensus 2011, ab 2022 auf Basis des Zensus 2022

## Religion

### Evangelische Kirche
Seelow war Sitz des Superintendenten des evangelischen Kirchenkreises Oderbruch, der am 1. Juli 1998 durch den Zusammenschluss der früheren Kirchenkreise Seelow und Bad Freienwalde (Oder) gegründet wurde. Seit 2014 ist der Kirchenkreis mit zwei Nachbarkirchenkreisen zum Kirchenkreis Oderland-Spree fusioniert. Dort bildet die Kirchengemeinde Seelow zusammen mit der Gemeinde Friedersdorf einen Pfarrsprengel.

### Katholische Kirche
1946 ließ sich der aus Küstrin kommende Pfarrer Alois Pech in Seelow nieder und richtete eine katholische Notkapelle ein. 1962 wurde die bisher angemietete Kapelle von der Kirchengemeinde gekauft, ausgebaut und geweiht. Sie erhielt als Patrozinium den heiligen Klemens Maria Hofbauer. Ende 2003 wurde die Kapelle geschlossen und zum Verkauf angeboten. Heute gehören die Katholiken in Seelow zur Kirchengemeinde Heilig Kreuz in Frankfurt (Oder), zu der auch die nähergelegene Kirche in Golzow gehört.

## Politik
Die Stadtverordnetenversammlung von Seelow besteht aus 18 Stadtverordneten und dem hauptamtlichen Bürgermeister. Die Kommunalwahl am 9. Juni 2024 führte bei einer Wahlbeteiligung von 61,5 % zu folgendem Ergebnis:
| AfD                                        | –      | –  | 19,2 % | 3  | 31,4 % | 6  |
| SPD                                        | 30,3 % | 5  | 27,2 % | 5  | 16,8 % | 3  |
| Die Linke                                  | 31,9 % | 6  | 26,2 % | 5  | 16,7 % | 3  |
| Wählergruppe Heimat-Kultur-Sport (W-HKS)   | 10,1 % | 2  | 18,9 % | 3  | 15,9 % | 3  |
| CDU                                        | 11,6 % | 2  | 05,5 % | 1  | 05,4 % | 1  |
| Einzelbewerber Karsten Handrick            | –      | –  | –      | –  | 04,9 % | 1  |
| Einzelbewerber Wolfgang Kadler             | –      | –  | –      | –  | 04,7 % | 1  |
| BVB/Freie Wähler                           | –      | –  | –      | –  | 02,6 % | –  |
| FDP                                        | 01,3 % | –  | 03,0 % | 1  | 01,7 % | –  |
| Freiheit, Arbeit, Werte – Mut zur Wahrheit | 08,6 % | 2  | –      | –  | –      |    |
| Freie Wählergemeinschaft für Seelow        | 06,2 % | 1  | –      | –  | –      | –  |
| Insgesamt                                  | 100 %  | 18 | 100 %  | 18 | 100 %  | 18 |

### Bürgermeister
- 1989–1990: Bodo Fechner
- 1990–1994: Helga Seiler (SPD)
- 1994–2010: Udo Schulz (SPD)[13]
- 2010–2023: Jörg Schröder (parteilos)
- seit 2023: Robert Nitz (parteilos)

Schröder war am 27. September 2009 mit 50,7 % der gültigen Stimmen zum neuen Bürgermeister der Stadt gewählt worden. Er wurde am 24. September 2017 mit 65,7 % der gültigen Stimmen in seinem Amt bestätigt. Er starb überraschend am 15. April 2023. Bei der Wahl am 27. August 2023 setzte sich der vormalige stellvertretende Bürgermeister Robert Nitz, der von allen Parteien (abgesehen von der AfD) unterstützt wurde, gegen deren Kandidaten Falk Janke mit 68,5 % der gültigen Stimmen durch. Seine Amtszeit beträgt acht Jahre.

### Wappen
| Wappen von Seelow | Blasonierung: „In Blau zwei schräggekreuzte goldene Bootshaken; in den Winkeln: oben eine goldene Mitra, vorne ein aufgehender silberner Halbmond, hinten ein gekerbtes silbernes Tatzenkreuz und unten ein goldener Stern.“ |
| Wappen von Seelow | Das Wappen wurde vom Heraldiker Uwe Reipert gestaltet und am 12. Februar 2002 durch das Ministerium des Innern genehmigt. |

### Flagge
„Die Flagge ist Blau - Weiß - Blau (1:3:1) gestreift und mittig mit dem Stadtwappen belegt.“

### Dienstsiegel
Das Dienstsiegel zeigt das Wappen der Stadt mit der Umschrift STADT SEELOW • LANDKREIS MÄRKISCH-ODERLAND.

### Städtepartnerschaften
- Moers (Nordrhein-Westfalen)
- Nangis (Frankreich)
- Kostrzyn nad Odrą (Polen)
- Międzychód (Polen)

## Sehenswürdigkeiten und Kultur

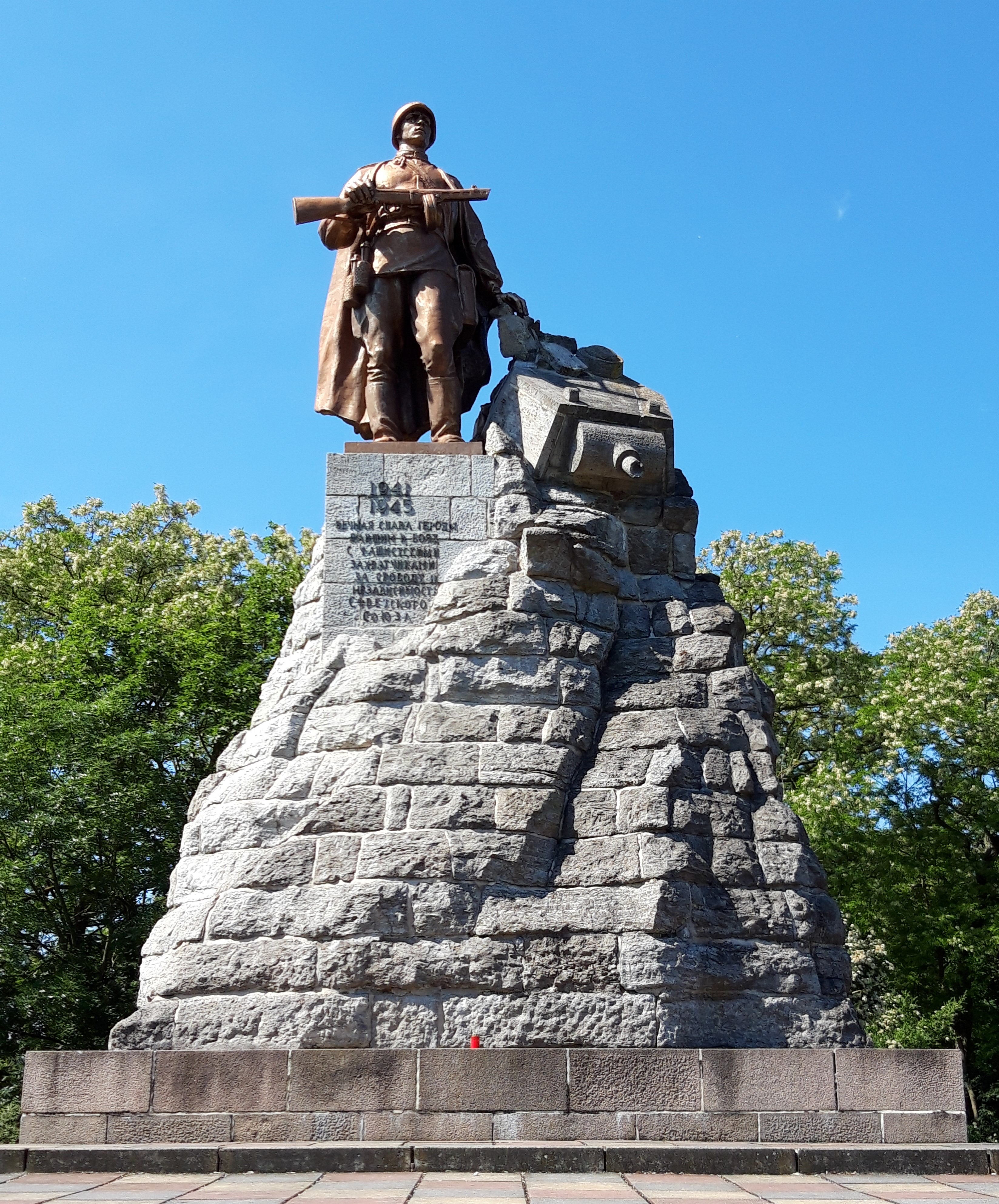
Gedenkstätte Seelower Höhen

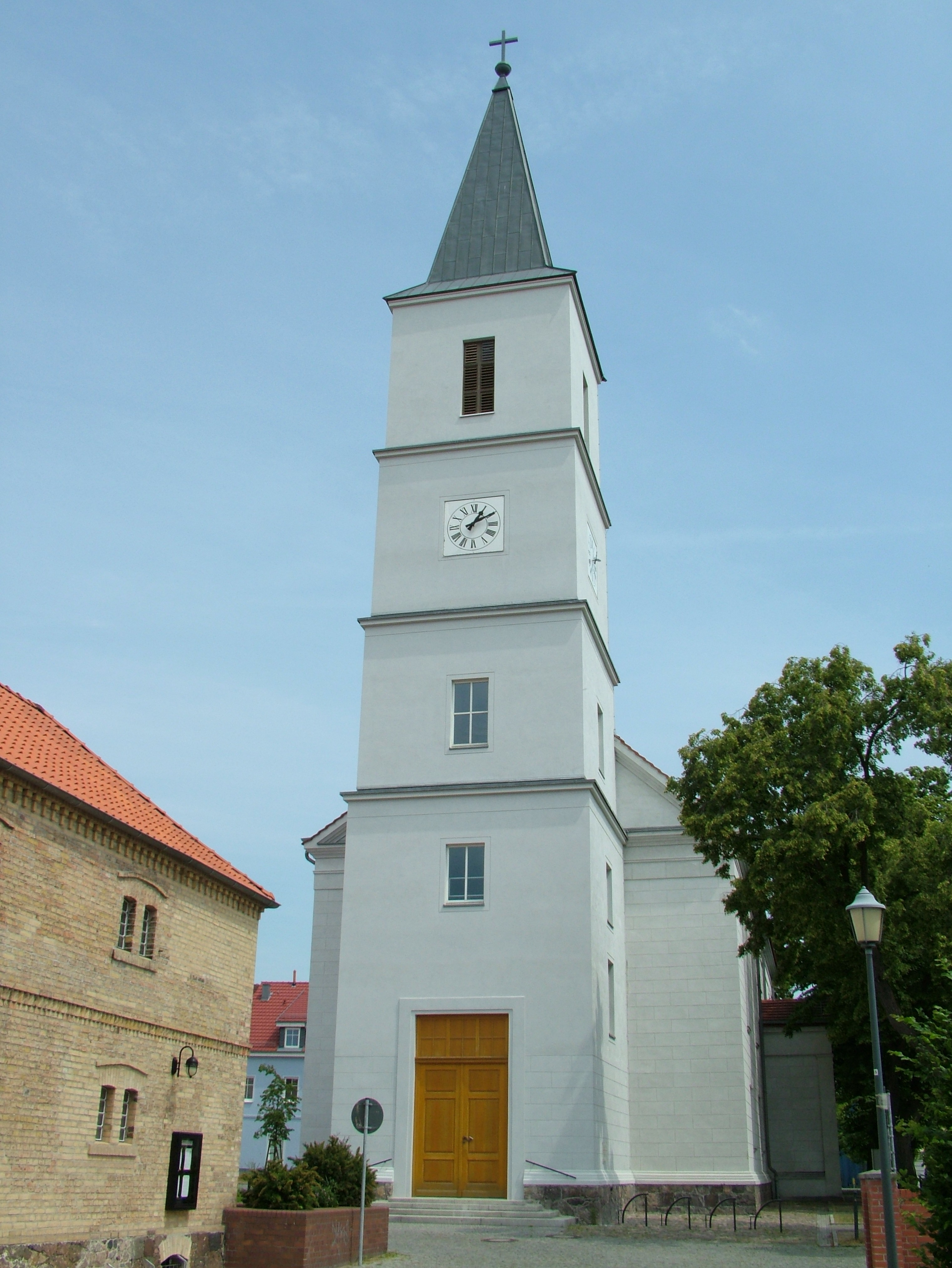
Stadtkirche

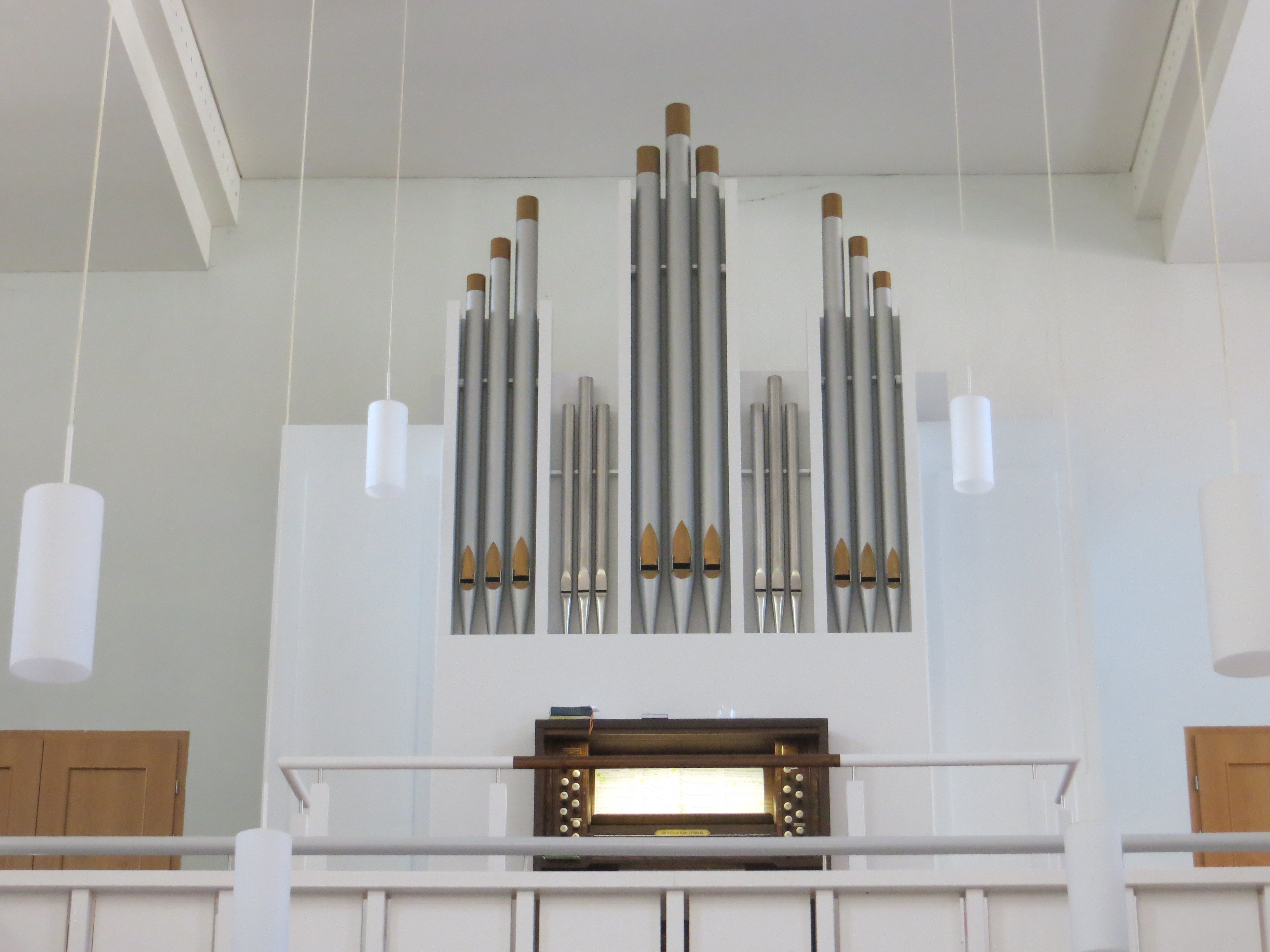
Bryceson-Orgel der Stadtpfarrkirche Seelow

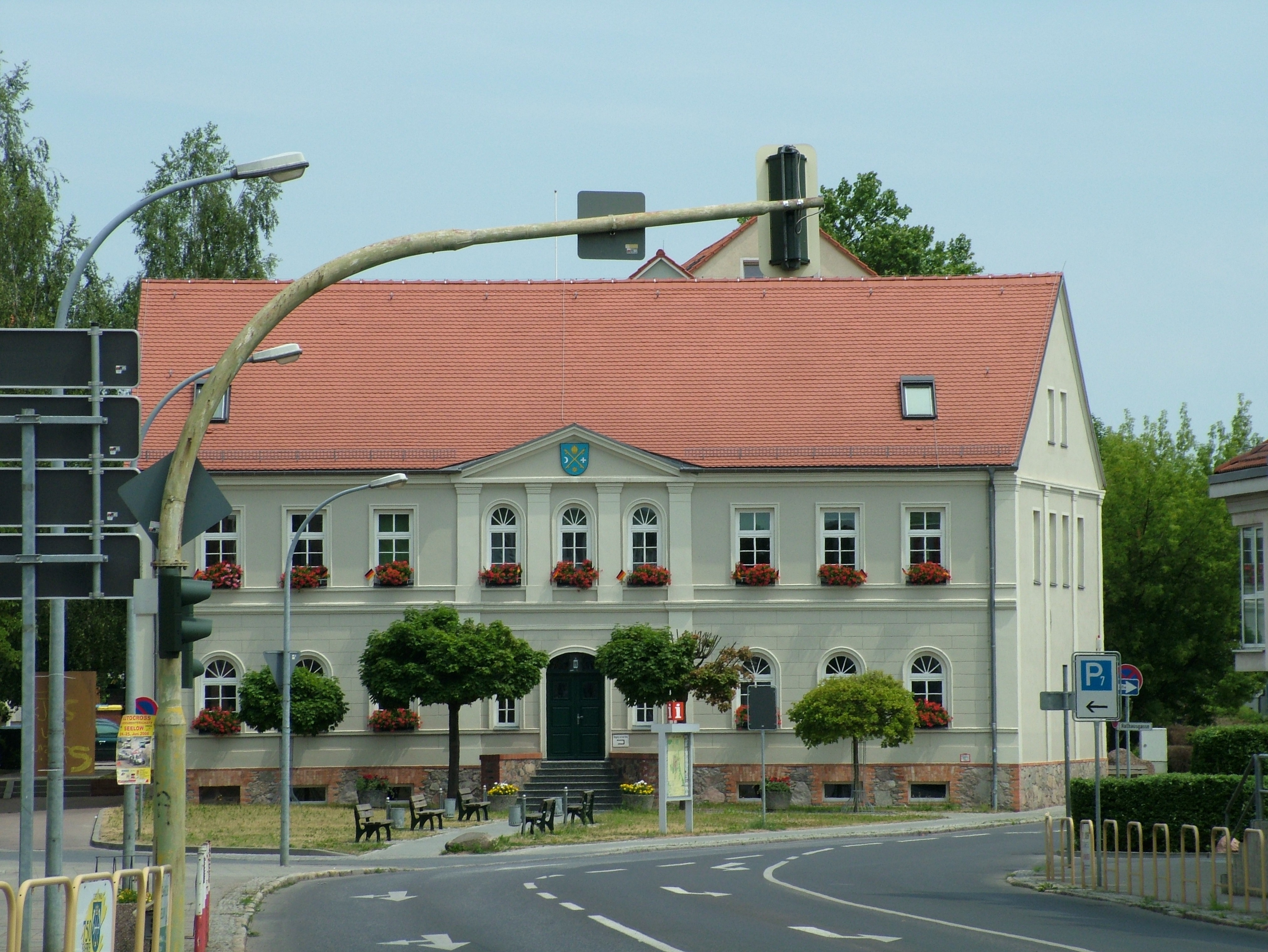
Rathaus

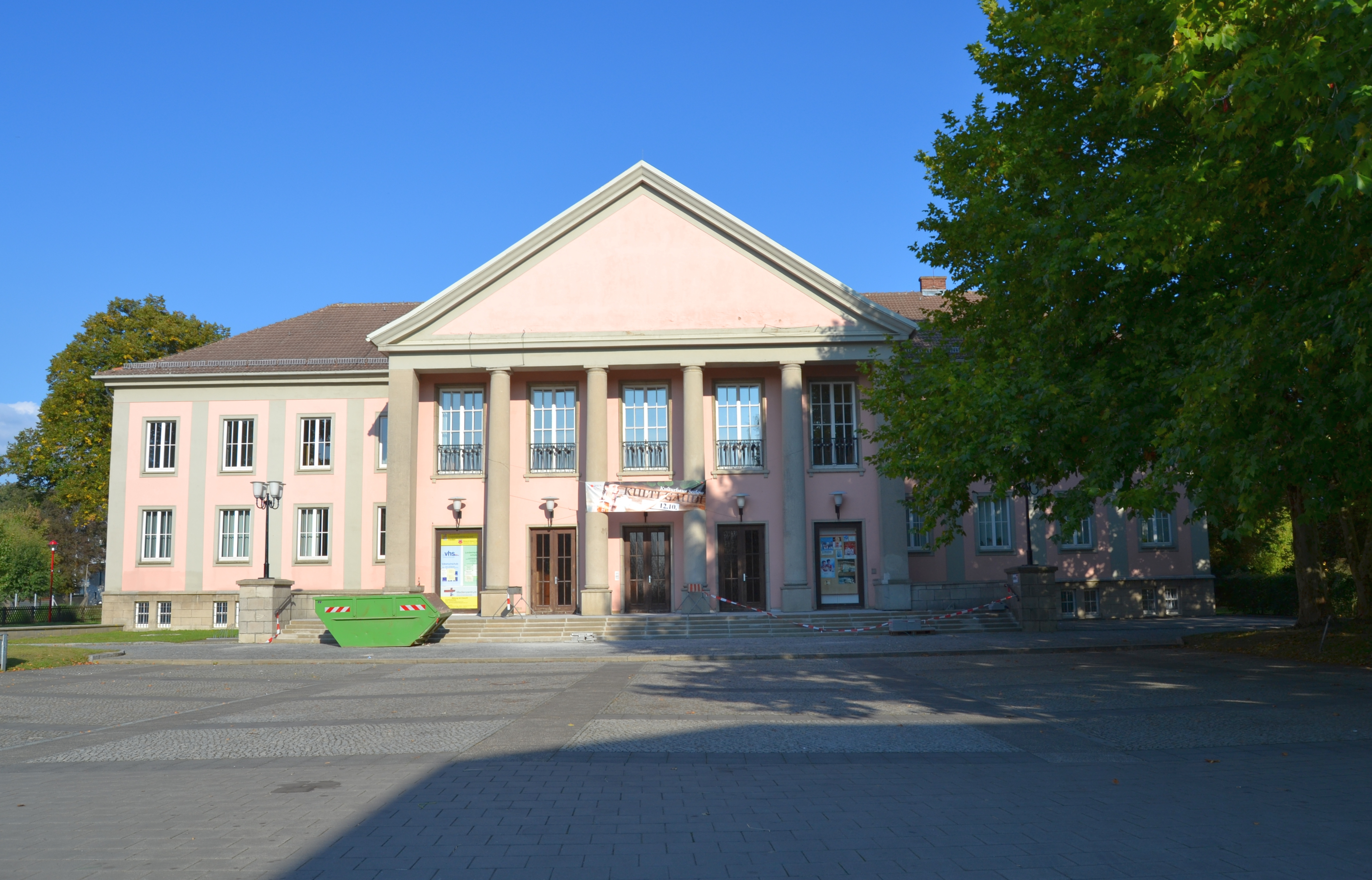
Kulturhaus

### Bauwerke
In der Liste der Baudenkmale in Seelow stehen die in der Denkmalliste des Landes Brandenburg eingetragenen Baudenkmale.
- Stadtkirche, klassizistischer Bau von Karl Friedrich Schinkel, errichtet 1830–1832, restauriert und 1997/98 durch den Wiederaufbau ihres Turmes komplettiert. In der Kirche steht seit 2010 eine Orgel der englischen Orgelbaufirma Bryceson, die um das Jahr 1880 gebaut wurde.[20]
- Schweizerhaus, früher im Besitz des Bankiers Hugo Simon, 2010 von der Stadt gekauft und saniert[21]

### Geschichtsdenkmale
- Gedenkstätte Seelower Höhen (Sturm der Roten Armee auf Berlin über die Seelower Höhen, 1945) mit Monumentalplastiken von Lew Kerbel
- Friedenswald, 1991 auf Initiative des Bürgermeisters Gernot Schmidt, des Schriftstellers Martin Stade, des Journalisten Eberhard Grashoff sowie des Aktionskünstlers Ben Wargin zum Gedenken an die Toten des Zweiten Weltkrieges und der Vertriebenen auf dem Krugberg in der Nähe der Straße nach Werbig gepflanzt.[22] Dort befinden sich auch 13 Skulpturen als Ergebnis eines Bildhauersymposiums als „Zeichen für den Aufbau eines gemeinsamen Hauses Europa“.
- Mahnmal von 1968 (nach anderen Angaben 1972) für die Opfer des Faschismus im Park vor der Grundschule an der Straße der Jugend
- Zwölf Stolpersteine, die an die Opfer des Nationalsozialismus erinnern, wurden 2011 verlegt.[23]

### Regelmäßige Veranstaltungen
Jedes Jahr gibt es drei große Veranstaltungen in Seelow. Den Auftakt bildet seit dem Jahr 2011 das Maifest zum 1. Mai, welches das ursprüngliche „Sport- und Spielfest“ des SV Victoria Seelow nach seinem 20-jährigen Bestehen abgelöst hat. Inhalte des Festes, welches auf dem Gelände der Sparkassen-Arena stattfindet, sind das traditionelle Aufstellen des Maibaumes zum Abend des 30. April mit anschließendem Fackel- und Fanfarenumzug sowie Auftritte von Bands. Des Weiteren finden der jährliche Nachtpokallauf der Feuerwehren als auch Fußball-Freundschaftsspiele des örtlichen Fußballvereins statt.
Am ersten Septemberwochenende findet das Seelower Stadtfest statt. Neben Bühnenprogramm und zahlreichen Bierausschänken sollen Fahrgeschäfte wie Autoscooter u. ä. viele Besucher anlocken.
Der historische Weihnachtsmarkt am Wochenende zum dritten Advent bietet neben Ausstellungen und weihnachtlichen Programmen in der Stadtkirche auch das Anschneiden eines möglichst großen Weihnachtsgebäckes, etwa eines Weihnachtsstollens oder Dominosteins.

## Wirtschaft und Infrastruktur

### Wirtschaft
Im Gebiet von Seelow sind 41 Windkraftanlagen mit einer Leistung von ca. 2 Megawatt installiert.

### Verkehr
In Seelow kreuzen sich die Bundesstraßen B 1 Berlin–Küstrin und B 167 Eberswalde–Lebus.
Der Bahnhof Seelow (Mark) befindet sich an der Bahnstrecke Eberswalde–Frankfurt (Oder). Er wird im Stundentakt von der Regionalbahnlinie RB 60 Eberswalde–Frankfurt (Oder) bedient.
Der Bahnhof Seelow-Gusow liegt im Nachbarort Gusow-Platkow an der Bahnstrecke Berlin–Küstrin. Er wird von der Regionalbahnlinie RB 26 Berlin-Ostkreuz–Kostrzyn angefahren. Der Haltepunkt Werbig an der Kreuzung der zwei Strecken wird von den Zügen beider Linien, betrieben von der Niederbarnimer Eisenbahn, bedient.
Der 1969 außer Betrieb genommene Bahnhof Seelow (Mark) Stadt lag an der Bahnstrecke Fürstenwalde–Wriezen.

### Öffentliche Einrichtungen
- Die Stadt ist Sitz der Verwaltung des Amtes Seelow-Land sowie der Hauptsitz der Kreisverwaltung Märkisch-Oderland.
- Stadtbibliothek „Ulrich Plenzdorf“ Seelow

### Bildung
- Grundschule: Grundschule Seelow
- Oberschule: Oberschule „Bertolt Brecht“ Seelow
- Gymnasium: Gymnasium auf den Seelower Höhen
- Förderschule: Kleeblatt-Schule
- Oberstufenzentrum: Oberstufenzentrum Märkisch-Oderland
- Volkshochschule: Volkshochschule Standort Seelow

### Sport
Seelow besitzt eine Rennstrecke am Stadtrand, auf der jährlich ein Lauf der FIA Autocross Europameisterschaften ausgetragen wird. Der Veranstalter ist der örtliche Motorsportclub MC Seelow.
Seelow hat zwei Fußballplätze, einer davon befindet sich in der Sparkassenarena, dem früheren Oderbruchstadion Seelow. Die Anlagen werden vom SV Victoria Seelow sowie für den Schulsport genutzt. Direkt am Stadion befindet sich auch eine Kegelhalle mit vier Classic-Kegelbahnen, welche vom Kegelverein 1. KSC 1959 Seelow genutzt werden.
Der Tennisclub Seelow e. V. betreibt drei Sandplätze in der Nähe des Seelower Gymnasiums.

## Persönlichkeiten

### Ehrenbürger
- Werner Otto (1909–2011), Gründer des Otto-Versands
- Werner Stötzer (1931–2010), Bildhauer

### Söhne und Töchter der Stadt
- Johann Samuel Patzke (1727–1787), Pfarrer und Schriftsteller
- Albert Tschautsch (1843–1922), Genremaler
- Hermann Guth (1851–nach 1924), Architekt, Architekturhistoriker und Regierungsbaumeister
- Leonhard Haskel (1872–1923), Schauspieler, Oberregisseur und Dramaturg
- Hellmuth Ulrici (1874–1950), Arzt und Klinikdirektor
- Franz E. Rosenthal (1885–1973), Hautarzt
- Gerhard Kleiner (1908–1978), Klassischer Archäologe
- Werner Otto (1909–2011), Gründer des Otto-Versands
- Harry Nippert (1933–2024), Fußballspieler und -trainer
- Wolfgang Tiedke (* 1951), Journalist
- Lutz Pyritz (1958–2018), Jockey und Pferdesporttrainer
- Gabriele Graube (* 1961), Erziehungswissenschaftlerin
- Jutta Lieske (* 1961), Politikerin (SPD)
- Frank Raschke (* 1964), Jazzpianist, Akkordeonist und Komponist

### Mit Seelow verbundene Persönlichkeiten
- Hugo Simon (1880–1950), Bankier und Politiker, errichtete ein landwirtschaftliches Mustergut und einen Park in Seelow
- Gerd-Ulrich Herrmann (* 1950), Leiter der Gedenkstätte Seelower Höhen
- Bettina Fortunato (* 1957), Politikerin (Die Linke), lebt in Seelow
- Manuela Schwesig (* 1974), Politikerin (SPD), verbrachte ihre Jugend in Seelow